# Musée Sarret de Grozon d'Arbois
Le musée Sarret de Grozon d'Arbois est un musée d'art franc-comtois, qui porte le nom de la famille Sarret de Grozon qui légua l'hôtel particulier qui abrite le musée, situé à Arbois dans le Jura.
Le musée possède le label Musée de France.

## Fréquentation
Le musée a attiré 1 589 visiteurs sur l'année 2012 et 2 293 en 2013.